# Personnages de Docteur Quinn, femme médecin
 (mars 2021).
Si vous disposez d'ouvrages ou d'articles de référence ou si vous connaissez des sites web de qualité traitant du thème abordé ici, merci de compléter l'article en donnant les références utiles à sa vérifiabilité et en les liant à la section « Notes et références ».
Cet article présente les personnages principaux et récurrents de la série télévisée Docteur Quinn, femme médecin.

## Personnages principaux

### Michaela Quinn, aliasDrMike
Interprétée par Jane Seymour. 

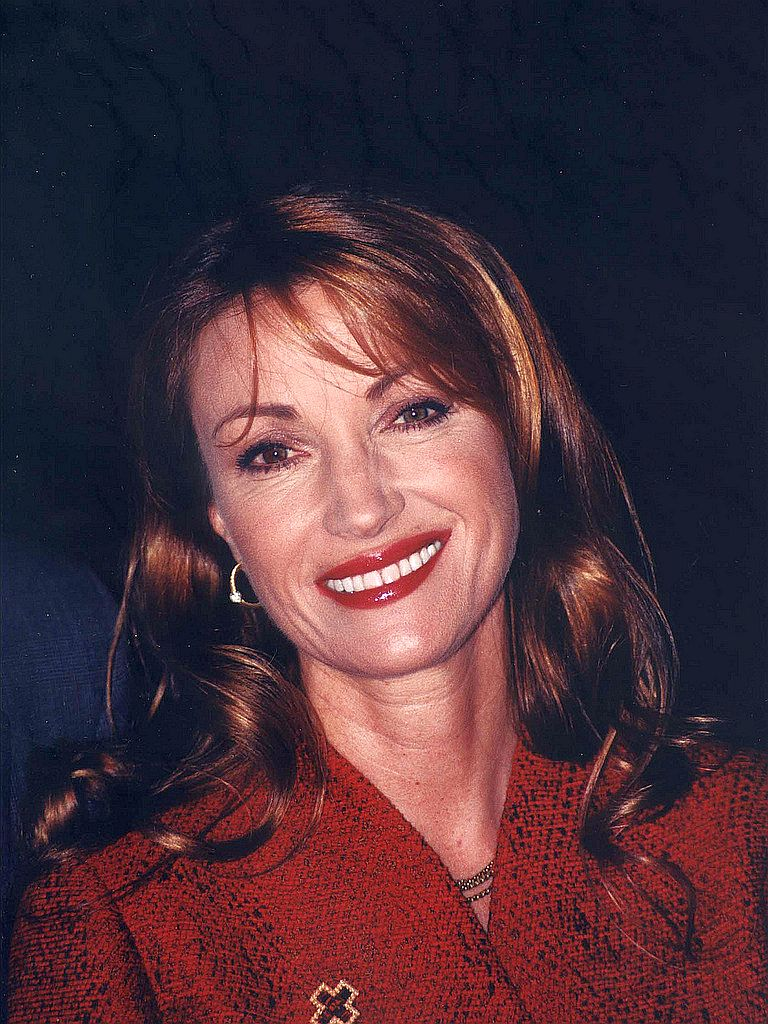
Jane Seymour interprète Michaela Quinn

Michaela Anne Quinn est née le 15 février 1833 à Boston, dans une famille aisée. Elle est la fille du Dr Josef Quinn et d'Elizabeth Quinn, et la benjamine d'une fratrie de cinq sœurs (Marjorie, Rebecca, Maureen, Claudette et Michaela). Son père, qui voulait un garçon qu'il aurait prénommé Michael et qui aurait été médecin comme lui, lui donne alors le prénom de Michaela.
Encouragée par son père à entreprendre des études de médecine, elle étudie à l'université féminine de Pennsylvanie, d'où elle sort diplômée. Mais le manque d'ouverture d'esprit des hommes lui porte préjudice : en effet, une femme médecin, chose rare à l'époque, n'est pas toujours reconnue comme étant un vrai médecin, et elle subit une discrimination sexiste l'obligeant à simplement collaborer avec son père pendant sept ans, jusqu'à la mort de ce dernier. Michaela entretient à l'époque une relation amoureuse avec David Lewis, qui est lui aussi médecin. Ils sont fiancés lorsque ce dernier part à la guerre, et y meurt.
À Boston, puisqu'il est impossible pour Michaela de trouver le respect qu'une femme médecin doit avoir, elle décide alors de quitter la ville pour partir dans l'ouest. Elle répond à une annonce pour un poste de médecin à Colorado Springs, où son prénom est confondu avec Michael par le télégraphiste Horace Bing. Arrivée à Colorado Springs, les habitants se rendent compte de cette erreur et tentent de lui retirer l'emploi.
La jeune médecin se lie d'amitié avec la sage-femme de la ville, Charlotte Cooper, qui tient aussi une pension de famille. Malheureusement, Charlotte Cooper trouve la mort à la suite d'une morsure de serpent. Sur son lit de mort, elle supplie Michaela de prendre soin de ses trois enfants, Matthew, Colleen et Brian Cooper. Les trois enfants ont d'abord du mal à surmonter la mort de leur mère, et leur nouvelle vie aux côtés de Michaela.
Michaela se heurte au mêmes préjugés sexistes qu'à Boston quant à son métier de femme médecin. Elle rencontre cependant Byron Sully, un ermite blanc et veuf, aux idées plus progressistes, et qui vit à la manière des Indiens, et qui lui offre son ancien logement. Lui, les enfants et bientôt toute la ville surnomme Michaela « Dr Mike ».
À la mort de Charlotte Cooper, sa pension de famille est inutilisée et fermée. Lors d'une épidémie d'influenza, Michaela, aidée de Sully, est obligée de s'installer dans la pension de famille afin de séparer les malades des non-malades. Elle attrape elle-même la grippe et est soignée par des herbes médicinales apportées par Sully. Finalement, les habitants lui laissent une chance en transformant la pension de famille en clinique. Michaela commence donc à travailler dans sa nouvelle clinique en utilisant parfois la médecine cheyenne dont lui fait part Nuage Dansant, l'ami indien de Sully. 
Colleen Cooper, la fille adoptive de Michaela, est souvent présente au cabinet afin de l'aider pour ses opérations. Colleen souhaite suivre les traces de sa mère adoptive en voulant devenir médecin. 
Michaela est une femme indépendante qui se heurte aux villageois mais c'est souvent elle qui arrive à faire changer les choses. Elle est très souvent épaulée par son ami Sully. Leur amitié se transforme vite en attirance, puis en amour, et ile se fiancent. Sully passant le plus clair de son temps avec les Indiens, Michaela commence à utiliser certaines herbes qu'ils utilisent pour guérir. Elle semble faire un mélange entre la médecine naturelle indienne et la médecine contemporaine occidentale. C'est pourquoi le chef de la tribu voisine la surnomme, dès le premier épisode, « Medicine Woman » (« Femme Médecine »), d'où le titre original de la série.
Michaela retrouve contre toute attente son ancien fiancé, David Lewis, qu'elle croyait mort à la guerre, et avec qui elle est donc censée être toujours fiancée. Mais malgré ces retrouvailles inattendues, elle choisit finalement de rester avec Sully.
Michaela et Sully se marient enfin le 20 mai 1870. L'année suivante, Michaela donne naissance à une fille, « Katie » Katherine Elizabeth Sully, le 18 mai 1871.
Elizabeth Quinn, la mère de Michaela, est dévastée lors du départ de sa fille dans un coin peu développé comme Colorado Springs. Elle décide de lui rendre visite et son court séjour lui permet de mieux comprendre sa fille et d'accepter sa décision. Elizabeth est un personnage assez récurrent, étant mentionnée plusieurs fois et faisant de nombreuses apparitions comme pour le mariage de sa fille. Elle revient, accompagnée des sœurs de Michaela et du Dr Andrew Cook, pour la naissance de la petite Katie.
Michaela tombe à nouveau enceinte un an après Katie, mais elle fait une fausse couche. 
À l'âge de quatre ans, Katie est enlevée le jour de son anniversaire. C'est Sully, le mari de Michaela qui remue ciel et terre afin de la ramener à la maison. 
Alors qu'elle est fière de se rendre à Boston pour la remise des diplômes de Colleen, Michaela est attristée d'apprendre que sa mère Elizabeth est malade. L'une de ses sœurs est déjà morte de l'épidémie de diphtérie. Elle veut faire tout son possible afin de traiter sa mère, bien qu'elle attise la colère du médecin de sa mère, le Dr Charles Cook. Avant de mourir, sa mère lui confie qu'elle veut donner son argent pour la réussite de Colleen et d'Andrew Cook, afin qu'ils puissent ouvrir leur propre clinique.

### Byron Sully
Interprété par Joe Lando.

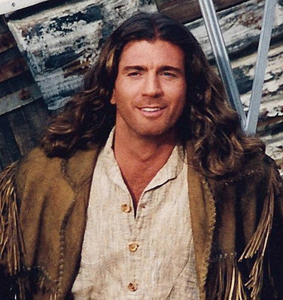
Joe Lando interprète Byron Sully

Au début de la série, Byron Sully est veuf d'Abigail Bray, morte en couches tout comme son bébé Hanna. Sully a un frère qui est mort sous ses yeux. Son père est mort d'un arrêt du cœur, et sa mère s'est noyée dans le fleuve Hudson quand il avait seulement dix ans. Il est arrivé à Colorado Springs avec son meilleur ami Daniel Simon pour travailler dans les mines voisines. Il a peur de monter à cheval, mais surmonte sa peur et monte souvent à cru, comme les Indiens. 
Le deuil de son épouse le transforme. Il s'engage dans l'armée et participe à la Guerre de Sécession. Excellent tireur, il abat sur ordre un officier sudiste, avant d'apprendre que l'exécution de cet homme était en fait liée à des intérêts commerciaux, et non militaires. Écœuré, Sully choisit de déserter l'armée, malgré les risques. C'est alors que Sully fait la connaissance des Cheyennes et de Nuage Dansant, qui devient son ami.
Byron Sully devient un proche des Cheyennes dont il partage les coutumes. Il devient la caricature du bon sauvage qui dort dans des abris en forêt, toujours accompagné de Wolf, son loup apprivoisé. Il se vêt à l'indienne, porte les cheveux longs, ainsi qu'un tomahawk et un long coutelas attachés à sa ceinture. Il ne côtoie guère les habitants de Colorado Springs car ces derniers se moquent de lui. Ils sont néanmoins effrayés par sa violence lorsqu'il défend les faibles. Il est réfléchi et très laconique. Il a une profonde connaissance et un amour de la nature. 
À l'arrivée de Michaela Quinn en 1867, Sully sert d'interprète entre les Indiens et l'armée américaine. Il vient en aide à Michaela en lui louant son ancienne maison, restée vide depuis la mort de son épouse et de son bébé. Michaela est une femme très différente d'Abigail Bray, mais Sully en tombe néanmoins amoureux, sans vraiment oser l'admettre. Intelligent et prévenant, Sully est toujours prêt à aider Michaela, malgré leurs nombreuses disputes.  
Deux ans après leur rencontre, Sully demande la main de Michaela et se lance dans la construction de leur propre maison. Leur mariage est célébré le 20 mai 1870. Il devient ainsi le père adoptif de Matthew, Colleen et Brian Cooper, qu'avait adoptés Michaela. Il continue de venir en aider aux Indiens. 
Michaela donne naissance à leur fille, « Katie » Katherine Elizabeth Sully, le 18 mai 1871. Elle tombe à nouveau enceinte un an après Katie, mais elle fait une fausse couche. 
Sully retrouve sa fille Katie alors qu'elle a été enlevée par un entrepreneur qui convoite les mines de cuivre de Colorado Springs et auquel Sully a refusé son vote au conseil municipal.

### Matthew Cooper
Interprété par Chad Allen.

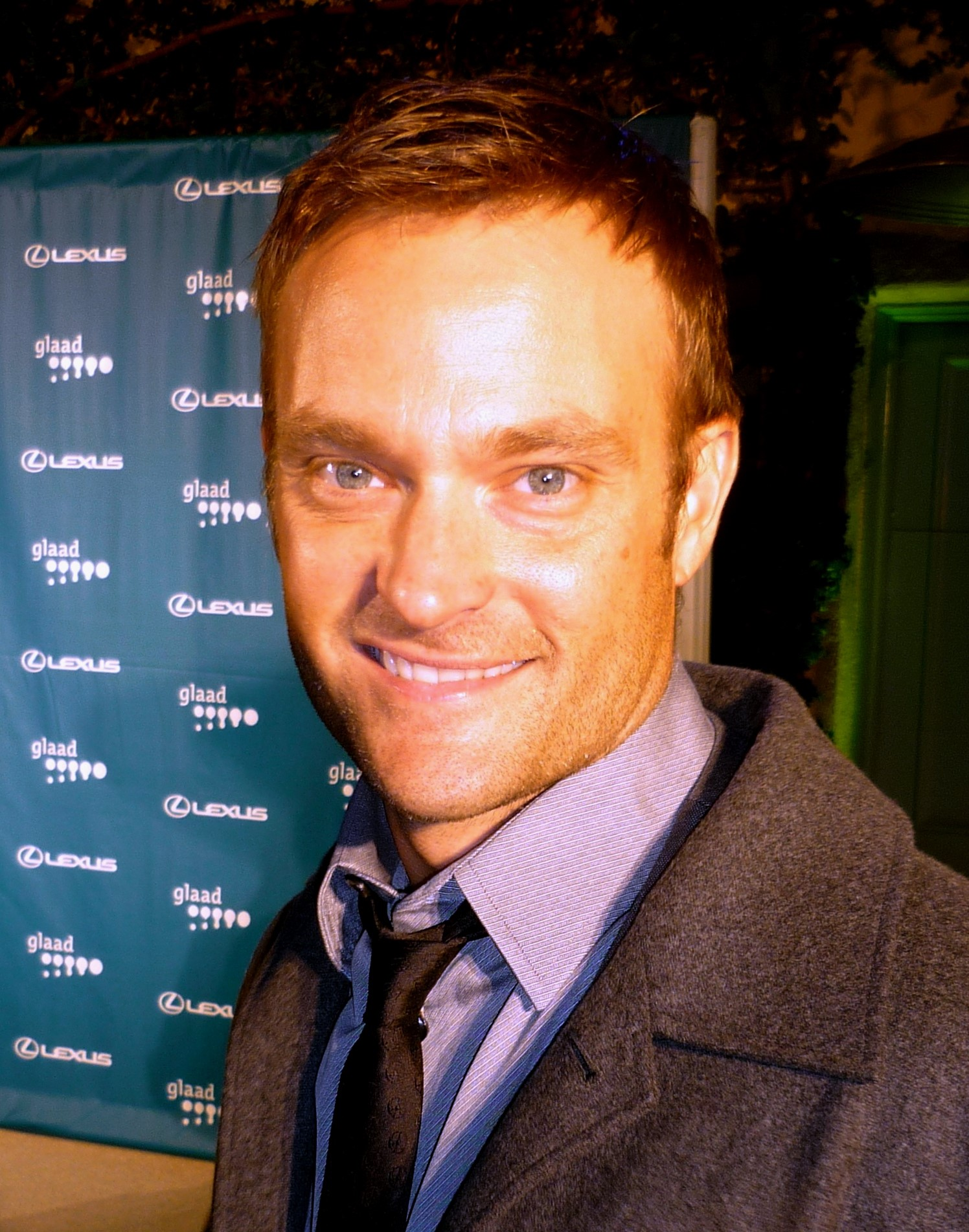
Chad Allen interprète Matthew Cooper

Matthew Cooper est né le 15 mars 1852. Il est le fils d'Ethan et Charlotte Cooper, et le frère aîné de Colleen et de Brian Cooper. Il est aussi le filleul d'Olive Davis.
Au début de la série, il a seize ans. Son adolescence est difficile : quand son père, Ethan Cooper, abandonne sa famille en prenant tout son argent, il voit avec des yeux d'adultes sa mère, sa sœur et son frère pleurer. Il aide sa mère à gagner un peu d'argent. Il ne pardonnera jamais à son père ses erreurs passées et ne réussit jamais à se débarrasser de sa haine envers lui.
Après la mort de sa mère Charlotte Cooper, mordue par un serpent, il est adopté, avec Colleen et Brian, par Michaela Quinn. Mais il a du mal à accepter Michaela, qu'il appellera Dr Mike plutôt que Maman. Peu à peu, il apprend cependant à l'aimer. Il reste très protecteur envers Colleen et Brian.
Matthew tombe amoureux d'Ingrid, une immigrée suédoise. Ils prévoient de se marier mais leur projet est malheureusement brisé par la mort d'Ingrid, mordue par Bébé-Loup, le loup de Brian, atteint de la rage. Il fait la connaissance par la suite d'Emma, une des filles du saloon. Il en tombe amoureux mais celle-ci préfère quitter Colorado Springs afin de travailler pour Gilda Saint Clair en lui confectionnant des robes.
Matthew, à cause de la relation père-fils plus que difficile qu'il a eu avec son père, devient quelqu'un ne supportant pas l'injustice, tout comme Sully. Cependant, c'est un garçon impulsif qui ne peut cacher ses émotions, contrairement à Sully qui peut se contrôler. D'autre part, Sully a préféré rester à l'écart d'une société dont il connaissait les faiblesses. Matthew choisit de s'engager : opposé à Hank Lawson, il remporte les élections pour devenir le nouveau shérif de Colorado Springs, bien que Michaela aurait préféré qu'il ne soit jamais shérif, métier trop dangereux selon elle. Plus tard, Matthew devient avocat.

### Colleen Cooper
Interprétée par Erika Flores (saison 1 à 3) puis par Jessica Bowman (saison 3 à 6).
Colleen Cooper est née le 10 juillet 1855. Elle est la fille d'Ethan et de Charlotte Cooper, et la sœur de  Matthew et Brian. 
Au début de la série, son père a abandonné sa famille, et elle perd sa mère, alors qu'elle n'a que douze ans, d'une morsure de serpent. Elle est adoptée, elle et ses frères, par Michaela Quinn. Au début, elle n'est pas enthousiaste de vivre chez Michaela mais par la suite, une forte complicité s'installe entre elles. Colleen aide beaucoup Michaela dans son travail à la clinique, ce qui développe chez elle une passion pour la médecine. Elle assiste constamment Michaela, sa nouvelle maman, durant les opérations. C'est elle qui jouera le rôle de sage-femme lorsque Myra Bing accouchera et que Michaela sera absente. 
Colleen est une élève sérieuse en classe et intelligente, et le sera durant toute la série, malgré ses quelques problèmes d'adolescente. Elle a une grande amitié avec Becky Binder, bien que quelquefois, il y ait des disputes entre elles à cause des garçons. Elle sera profondément touchée par la mort de son amie. 
Le mariage de Michaela avec Sully agrandit la famille. Sully devient une figure paternelle pour elle.
Alors que sa mère est enceinte, sa grand-mère d'adoption Elizabeth Quinn vient rendre visite à la famille, avec un nouveau jeune médecin, Andrew Cook. Une très forte amitié se crée entre Colleen et Andrew grâce à leurs passions communes : la médecine et la littérature. Andrew doit tenir la clinique pendant le congé maternité de Michaela. Colleen et Andrew tombent progressivement sous le charme l'un de l'autre, et passent énormément de temps ensemble. 
Avec ses excellents résultats à Colorado Springs, Colleen décide de partir étudier dans le secondaire afin de décrocher un diplôme qui lui permettra d'entrer en faculté de médecine.
Grâce à sa bonté, sa gentillesse et sa beauté, Colleen est souvent courtisée par des garçons. L'un d'entre eux est un client du Château des Sources, Patrick Collins (Michael Trucco). Il lui offre de nombreux cadeaux de valeur qu'elle ne peut pas accepter. Elle est à la fois impressionnée et gênée du fait de délaisser en partie son grand ami Andrew pour qui elle éprouve des sentiments forts. Elle avoue à Michaela qu'avec Andrew tout est simple. Andrew lui déclare ses sentiments à travers un sonnet de Shakespeare. Leur relation prend un autre virage quand il la demande en mariage à ses 18 ans. Andrew veut partir avec Colleen lorsqu'elle ira étudier à l'université de Pennsylvanie et ne plus jamais la quitter. Leur mariage a lieu le 16 mai 1873.
Colleen se voit offrir la chance de pouvoir terminer ses études à Harvard. Elle est major de sa promotion et enfin diplômée en médecine. Ses débuts sont difficiles, étant confrontée à une discrimination sexiste. Elle doit soigner les cas les plus graves de Boston, comme ceux des orphelinats. Même son beau-père, le Dr Charles Cook, n'est pas disposé à l'accepter dans son cabinet, étant donné qu'elle est une femme. Elle est profondément triste à la mort de sa grand-mère Elizabeth Quinn, mais cette dernière lui laisse à elle et à Andrew une somme d'argent permettant d'ouvrir leur propre cabinet, donnant par la même occasion l'opportunité à Colleen de pouvoir exercer librement la médecine.

### Brian Cooper
Interprété par Shawn Toovey.

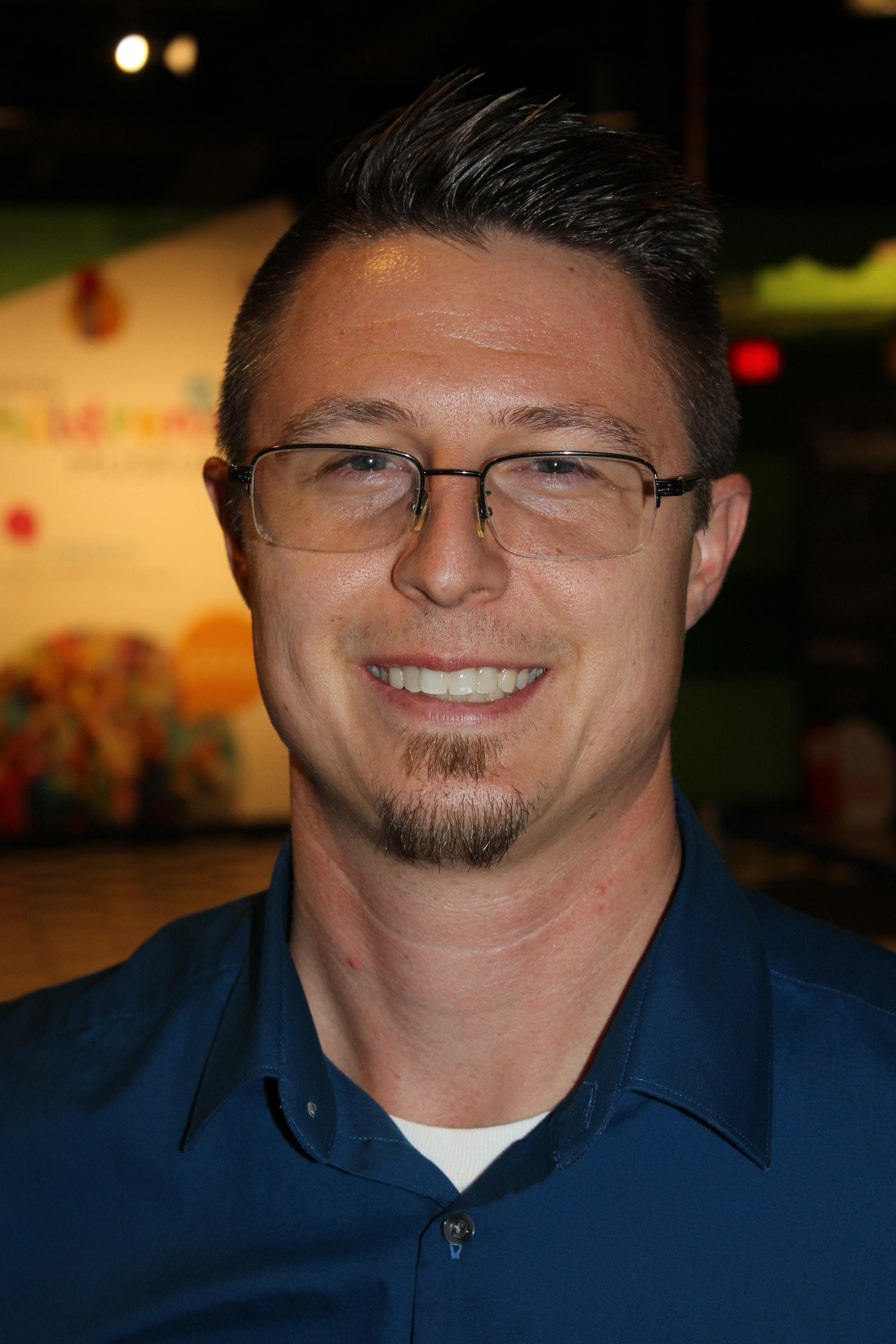
Shawn Toovey interprète Brian Cooper

Brian Cooper est né en 1859 à Colorado Springs. Il est le fils d'Ethan et Charlotte Cooper, et le petit frère de Matthew et de Colleen Cooper. 
Au début de la série, son père a abandonné sa famille alors qu'il avait quatre ans, et il perd sa mère, alors qu'il n'a que sept ans, d'une morsure de serpent. Il est adopté, avec son frère et sa sœur, par Michaela Quinn. Michaela devient véritablement pour lui une deuxième mère, qu'il appelle dès le début Maman. Sully, quant à lui, est son héros, avant de devenir une vraie figure paternelle. 
Lorsqu'il a huit ans, Michaela le sauve alors qu'il est victime de l'influenza.
Brian est assez naïf : c'est un enfant qui croit aux histoires qu'on lui raconte. Mais sa naïveté est touchante car il sait ouvrir les yeux des grandes personnes sur les problèmes graves, comme lorsque sa camarade de classe est battue par son père. Tous les adultes sont pris d'affection pour lui : Michaela, Sully,  Dorothy Jennings (qui va l'embaucher), Loren Bray (qui lui donne toujours des bonbons), Nuage Dansant (qui aime lui donner des leçons de sagesse).
Un jour, Brian tombe d'un arbre et devient aveugle. C'est à la suite d'une lourde opération à la tête très risquée qu'il retrouve finalement la vue.
Brian a une grande amitié avec Anthony, le fils adoptif de Robert E. et de Grace, et est très triste lorsque Anthony meurt de maladie.
Brian a plusieurs centres d'intérêt : le base-ball, l'écriture, le piano. Il aime aussi beaucoup les animaux : il a un louveteau, Bébé-Loup, offert par Sully, puis un petit chien, Fifi, offert par sa grand-mère. Mais le loup de Brian, Bébé-Loup, attrape la rage et contamine mortellement Ingrid, la future épouse de Matthew, en la mordant, et Bébé-Loup est abattu plus tard pour l'empêcher de tuer d'autres personnes.
Rêvant d'être journaliste, il commence à travailler en tant qu'assistant de Dorothy Jennings à la gazette. Lors du dernier épisode-téléfilm, il trouve finalement un emploi de journaliste à Boston.

## Personnages récurrents

### Katie Sully
Interprétée par McKenzie Calabrese, Megan Calabrese, Alexandra Calabrese, Kaile Zaretsky et Sara McRae.
« Katie » Katherine Elizabeth Sully est née le 18 mai 1871, dans la forêt. Elle est la fille de Byron Sully et de Michaela Quinn, et la sœur, par adoption, de Matthew, Colleen et Brian Cooper.
Robert E. et Grace sont ses parrain et marraine.
À l'âge de quatre ans, Katie est enlevée le jour de l'anniversaire de sa mère. Sully retrouve sa fille alors qu'elle a été enlevée par un entrepreneur qui convoite les mines de cuivre de Colorado Springs et auquel Sully a refusé son vote au conseil municipal.

### Charlotte Cooper
Interprétée par Diane Ladd.

Diane Ladd interprète Charlotte Cooper

Charlotte Cooper est l'épouse d'Ethan Cooper, et la mère de Matthew, Colleen et Brian Cooper.
Elle est sage-femme, et tient aussi une pension de famille. Elle meurt après avoir été mordue par un serpent, et après avoir confié ses enfants à Michaela Quinn.

### Ethan Cooper
Interprété par Ben Murphy.

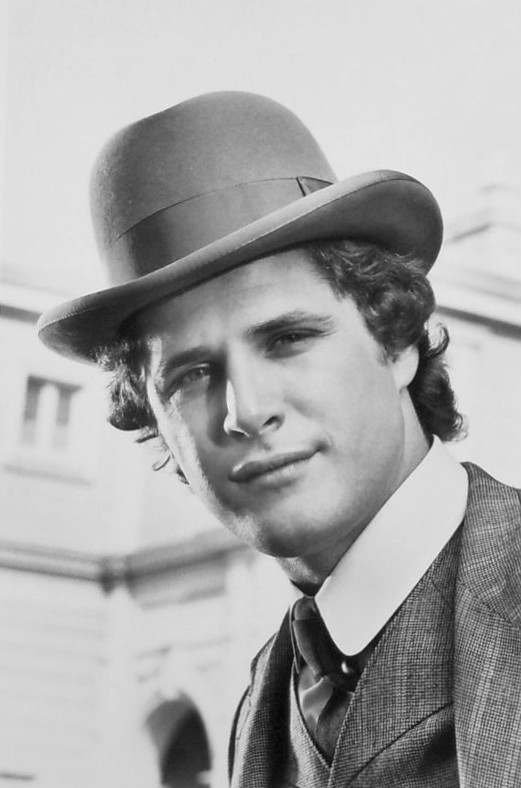
Ben Murphy interprète Ethan Cooper

Ethan Cooper est l'époux de Charlotte Cooper, et le père de Matthew, Colleen et Brian Cooper.
Il abandonne sa famille en prenant tout son argent. Il revient à Colorado Springs dans l'espoir de récupérer ses enfants, se dispute avec son fils Matthew qui ne lui fait toujours pas confiance, vole de l'argent et finalement s'enfuit à nouveau, chassé par Sully.
Il revient deux ans plus tard accompagné de sa nouvelle épouse, dans le but de récupérer ses enfants en refusant la demande d'adoption demandée par Michaela et Sully. La raison de ce revirement est encore une fois financière : sa nouvelle épouse, Liliane, est stérile. Or, le père de cette dernière a décidé de léguer son immense fortune aux enfants de Liliane. Pour pouvoir posséder par procuration cette fortune, Ethan veut donc récupérer la garde de ses enfants. Il conduit l'affaire jusqu'au tribunal et gagne son procès face à Michaela, le juge étant acquis à la cause du père biologique de Colleen et Brian. Ethan s'apprête à partir avec ses enfants quand Liliane, prise de remords, lui demande de laisser les enfants, ce qu'il fait.
Il garde par la suite un contact épistolaire avec son plus jeune fils Brian, lui transmettant des nouvelles ainsi que des photos.

### Andrew Cook
Interprété par Brandon Douglas. 
Andrew Cook arrive à Colorado Springs accompagné d'Elizabeth Quinn, la mère de Michaela qui est enceinte. Elizabeth le fait venir pour qu'il assiste sa fille pour son accouchement. Andrew Cook est un jeune et brillant médecin qui veut parfaire ses connaissances auprès de Michaela. Son père, le Dr Charles Cook, est un brillant médecin possédant un cabinet à Boston. 
Andrew Cook était le premier de sa classe à Harvard. Il travaille à la clinique pour aider Michaela à la suite de la naissance de la petite Katie, afin qu'elle puisse avoir du temps à consacrer au bébé. Un lien se crée progressivement entre lui et Colleen Cooper, la fille adoptive de Michaela. Une relation fortement ambiguë dont Michaela est spectatrice tout au long des saisons. Ils partagent tous les deux un intérêt pour la littérature et la médecine.
Lors de l'arrivée de Preston Lodge en ville, les choses changent pour le Dr Cook. Preston Lodge étant le propriétaire du Château des Sources, il propose à Andrew de bien vouloir être le médecin de la cure thermale, devant laisser derrière lui la clinique. Ce poste s'avère très vite, pour le jeune médecin, une prison dorée où il n'est amené à soigner que de vieux et riches hypocondriaques. Preston Lodge ne se soucie que de leur bien-être et exige d'Andrew qu'il prescrive des potions du Château des sources dont la composition est douteuse. Andrew a le sentiment de perdre son temps avec Preston Lodge mais il ne se résout pourtant pas à démissionner, n'ayant aucun envie de quitter Colorado Springs où il a trouvé l'amour en la personne de Colleen.
Andrew est très affecté quand Colleen doit partir pour étudier. Andrew comprend qu'il est très attaché à elle et qu'il éprouve des sentiments très forts. Il se sent mal à l'aise quand un nouveau prétendant pour Colleen arrive en ville en la couvrant de cadeaux qu'elle semble heureuse d'accepter. Colleen semble délaisser son amitié pour Andrew et s'intéresser davantage à cet autre garçon. Lors d'un pique-nique organisé par Andrew, celui-ci décide de lui avouer ses sentiments en lui lisant un Sonnet (Shakespeare) qui parle d'amour intemporel. Il comprend à ce moment que Colleen ne l'a pas délaissé. Alors qu'elle vient dire à Patrick, son prétendant, qu'elle ne souhaite plus le revoir, Patrick commence à la violenter, énervant Andrew qui le frappe. Andrew et Colleen s'avouent clairement leurs sentiments pendant que Colleen panse la blessure à la lèvre d'Andrew, et ils s'embrassent devant la maison de Michaela. 
C'est le 16 mai 1873 qu'Andrew se marie avec Colleen Cooper alors qu'elle n'a que 18 ans et qu'elle vient d'être diplômée du secondaire. Il part avec elle en Pennsylvanie où elle étudie la médecine, puis à Boston où elle reçoit une occasion parfaite de terminer ses études. 
Dans le second téléfilm, Dame de cœur, la famille de Michaela se rend à Boston et retrouve Colleen, Andrew et leur famille. Cette réunion se fait à cause de la maladie frappant la mère de Michaela, mais aussi pour honorer les résultats de Colleen : Andrew est heureux d'apprendre que son épouse est première de sa promotion, provoquant la jalousie de ses confrères. Même le Dr Charles Cook, son père, ne veut pas d'elle dans son cabinet. Cette discrimination sexiste rend mal à l'aise Andrew. 
La mort d'Elizabeth Quinn attriste tout le monde, surtout Michaela qui a déjà perdu son père. Mais cette dernière annonce à Colleen qu'elle pourra exercer car Elizabeth leur a laissé, à elle et à Andrew, de l'argent afin de construire leur propre clinique.

### Elizabeth Quinn

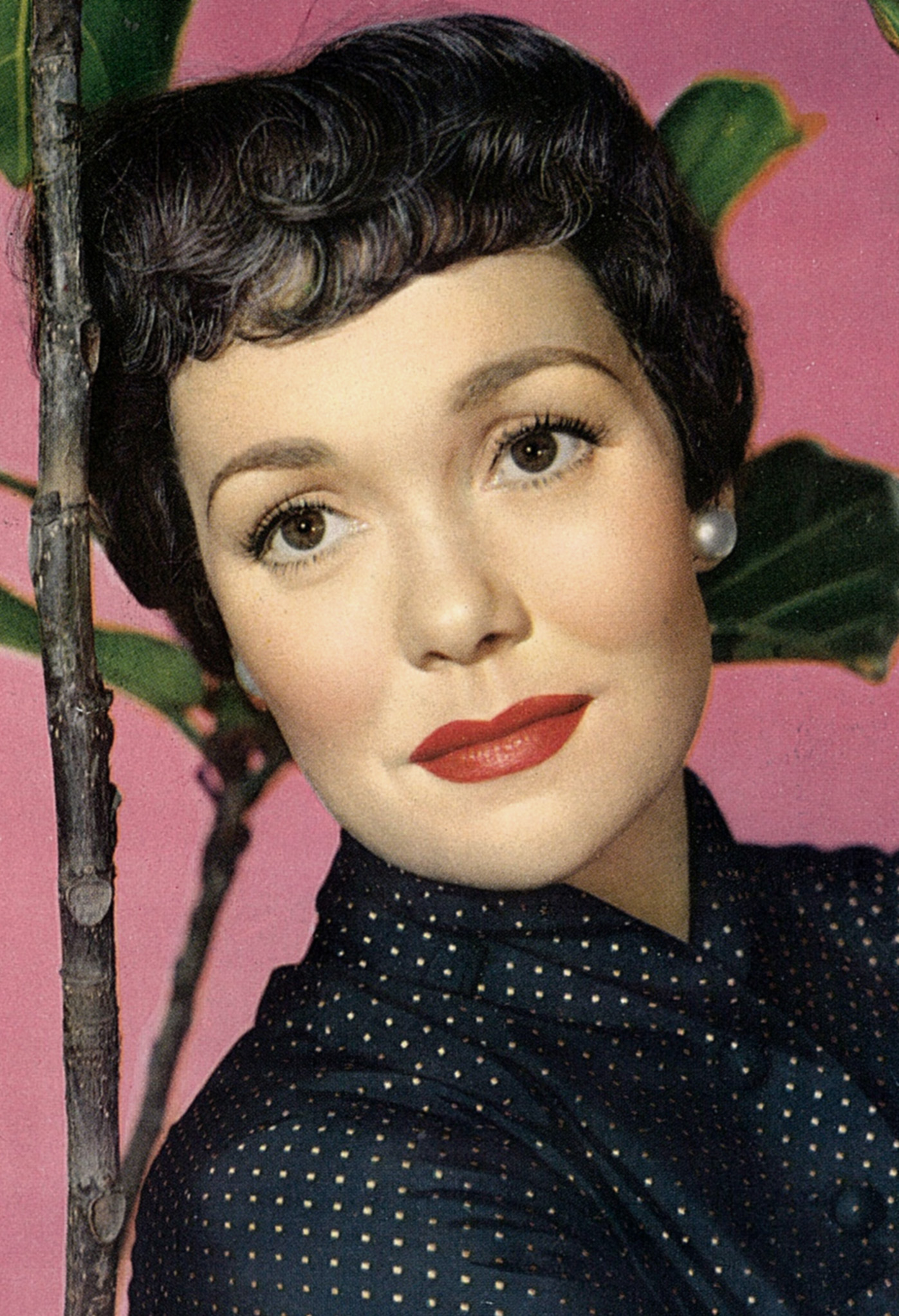
Jane Wyman interprète Elizabeth Quinn

Interprétée par Jane Wyman (saison 1) puis par Georgann Johnson.
Elizabeth Quinn est la mère de Michaela. Elle est veuve car son mari le Dr Josef Quinn est mort d'une hémorragie cérébrale. Mère de cinq filles (Marjorie, Rebecca, Maureen, Claudette et Michaela), ce n'est qu'avec Michaela qu'elle ne peut pas s'entendre. Elle n'a jamais accepté les choix de sa fille : pour elle, son métier de médecin est celui d'un homme, son départ pour le Colorado n'est qu'un enterrement dans une contrée perdue loin de toute civilisation, et son mariage avec un « sauvage » empêchera tout avenir heureux.
La mère de Michaela s'est cependant, avec le temps, résignée à accepter sa fille comme elle l'est : elle trouve Sully sympathique et finit par considérer Matthew, Colleen et Brian comme ses petits-enfants.

### Marjorie Quinn
Interprétée par Alley Mills.

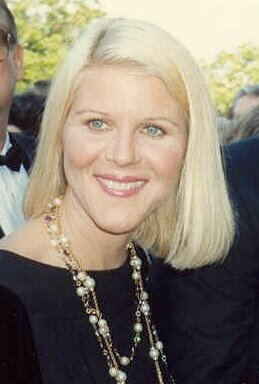
Alley Mills interprète Marjorie Quinn

Marjorie Quinn est l'une des quatre sœurs de Michaela. Elle est très jalouse de cette dernière, car elle a tout réussi, contrairement à elle. Elle devient alcoolique, à cause de son mari qui la maltraite. Marjorie a un fort caractère et aime la vie de la ville.
Marjorie vient vivre à Colorado Springs, se lie d'amitié avec Hank Lawson, et commence une relation avec Loren Bray qui semble des plus heureux. Malheureusement, une épidémie de diphtérie touche la ville et Marjorie y succombe, entourée de sa famille et de Loren. Celui-ci sera très affecté par sa mort.

### Nuage Dansant
Interprété par Larry Sellers.
Nuage Dansant (Dancing Cloud dans la version originale) est le meilleur ami de Sully. Il est aussi très proche de Michaela. Il fait partie de la tribu des Cheyennes et vit aux alentours de Colorado Springs, avec son épouse et son peuple. C'est un guérisseur et il enseigne beaucoup de choses à Michaela. 
Son épouse, Oiseau Blanc, est tuée lors du massacre à Washita. Ils ont un fils ensemble, nommé Marche sur les nuages, mais il est tué par le chef des Renégats, Un-Œil. Il sera plus tard vengé quand Un-Œil sera tué par Sully en protégeant Michaela. Après ce massacre, il va dans plusieurs réserves indiennes. Durant toute la série, l'armée dirigée par le Général Custer et les habitants de Colorado Springs lui mènent la vie dure. 
Il devient également un grand ami de Dorothy Jennings. En effet, celle-ci, voulant écrire un livre sur les Cheyennes, lui rend souvent visite. Ils tombent amoureux, mais Nuage Dansant est malheureusement contraint d'intégrer une réserve d'Indiens et de se plier aux ordres des blancs.

### Loren Bray

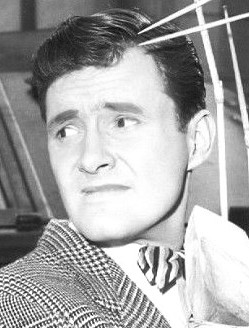
Orson Bean interprète Loren Bray

Interprété par Guy Boyd (épisode 1) puis par Orson Bean.
Loren Bray est l'épicier de Colorado Springs. C'est lui qui coordonne en grande partie l'activité marchande de la ville. 
Son caractère avare, grincheux, conservateur et médisant le rend comique. S'il est toujours ronchon avec les autres, il a cependant un cœur d'or. Il représente le vieux villageois qui pense à son argent et à son commerce. Il a très souvent les réactions du peuple plutôt simple d'esprit.
Loren Bray connaît beaucoup de malheurs dans sa vie : sa fille Abigail, mariée à Sully, est morte en mettant au monde son bébé, Hanna. À partir du moment où Abigail a fréquenté le sauvage, Loren a refusé de parler à sa fille, il a même refusé de la conduire à l'autel pour son mariage avec Sully. Loren tient Sully pour responsable de la mort de sa fille et de sa petite-fille pendant longtemps.
Son épouse, Maude, meurt peu après l'arrivée du Dr Quinn à Colorado Springs. Loren voit aussi sa sœur, Olive Davis, mourir.
Sully sauve finalement Loren en lui donnant son sang : ce n'est qu'à ce moment-là que le vieil homme accepte de pardonner à celui qui a été son ennemi pendant toutes ces années. Les remords prennent la place de la colère : en effet Loren s'en veut de ne pas avoir compris sa fille. 
Dorothy Jennings, la sœur de son épouse Maude, vient vivre avec lui, après avoir quitté son mari qui la battait. Loren aime beaucoup Dorothy, tellement qu'il en tombe amoureux jusqu'à la demander en mariage. Celui-ci n'aura jamais lieu. Ce sentiment amoureux, il l'a aussi avec la grande sœur de Michaela, Marjorie Quinn.
Il conseille à la mère de Michaela, Elizabeth Quinn, d'oublier ses a priori avant de refuser de conduire sa fille à l'autel le jour de son mariage avec Sully. Il accepte ainsi ouvertement ses erreurs du passé et fait la paix avec lui-même.

### Jake Slicker
Interprété par Colm Meaney (épisode 1) puis par Jim Knobeloch. 
Jake Slicker est le barbier de Colorado Springs. En tant que tel, il sert aussi parfois de chirurgien, de dentiste et même de médecin, avant l'arrivée du Dr Michaela Quinn.
Jake Slicker passe son enfance à Pittsburgh. Lorsqu'il a sept ans, sa mère le laisse, avec son petit frère James et sa petite sœur Lucinda, pour aller faire des courses. Elle l'embrasse en lui disant qu'elle lui ramènera un morceau de réglisse. Elle ne reviendra jamais. Les gens disent que c'est à cause de son père, Lucius Slicker, mais lui croit que c'est sa faute. Il vit avec son père, barbier, pendant deux ans. Durant ces années, son frère et sa sœur meurent de maladie : Jake était seul avec eux, il est allé chercher son père au saloon pour lui demander d'aller chercher le médecin. Il lui a répondu qu'il allait le faire mais, ivre, il a oublié de le faire. James est mort dans la nuit, et Lucinda le lendemain matin. Lucius Slicker entend parler de Pie Spick, et il part à son tour.
Plus tard, Jake part s'installer à Colorado Springs, dans l'espoir de retrouver un jour son père. Il ouvre une boutique de barbier : il lève toujours les yeux lorsque quelqu'un vient se faire raser, espérant un jour revoir son père. Avant la venue de Michaela, il est considéré comme le médecin de la ville, bien qu'il n'ait aucun diplôme. C'est ainsi que lorsqu'il est remplacé par une femme, il y a quelques conflits entre eux. Michaela gagne par la suite sa confiance, surtout lorsqu'elle lui sauve la vie alors qu'il est atteint de la grippe.
Mais leur concurrence ne s'arrête pas là. En effet, Michaela et Jake sont concurrents pour le poste de maire de Colorado Springs. Cette fois-ci, Jake remporte la partie mais Michaela obtient tout de même un bon score pour une femme et pour l'époque.
Jake est illettré jusqu'à l'arrivée de Dorothy Jennings qui lui enseigne la lecture. Le père de Jake, un chercheur d'or qui a abandonné sa famille alors que Jake n'était encore qu'un enfant, arrive un jour à Colorado Springs, où il meurt en laissant à son fils une belle pépite d'or. Avec cet héritage, Jake s'associe à Hank Lawson et fonde un hôtel baptisé La Pépite d'or.
Il épouse en février 1873 Teresa Morales, la nouvelle institutrice, une veuve dont le mari a été tué par un puma.

### Dorothy Jennings
Interprétée par Barbara Babcock.

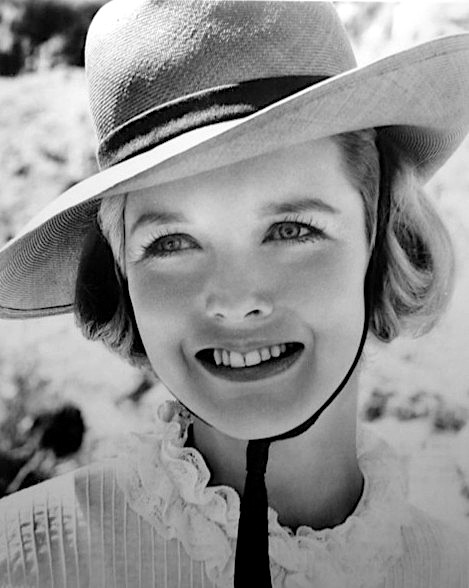
Barbara Babcock interprète Dorothy Jennings

Dorothy Jennings est la sœur de la défunte Maude, épouse de Loren Bray. Elle arrive à Colorado Springs en octobre 1868, après s'être enfuie de chez elle car son mari Marcus Jennings la bat. Celui-ci décède et elle est accusée de meurtre. Après avoir été reconnue comme innocente grâce à Michaela, elle vient vivre chez Loren.
C'est une femme d'un certain âge et qui a déjà de grands enfants : un fils, Tom Jennings, blessé à la guerre qui vient voir sa mère dans l'espoir de se procurer de la morphine à laquelle il est accro, et deux filles.
Elle a par ailleurs un cancer du sein. 
Elle crée son journal, La Gazette, seul journal de la ville. Elle écrit aussi un livre autobiographique dans lequel sont impliqués les habitants de Colorado Springs, ce qui entraîne quelques contestations.
Dorothy est aussi la meilleure amie de Michaela.
Elle tombe amoureuse de Jake Slicker, ce qui entraîne la jalousie de Loren. Finalement, elle n'épouse ni l'un ni l'autre, et devient de plus en plus proche de Nuage Dansant et en tombe amoureuse.

### Hank Lawson
Interprété par William Shockley.
Hank Lawson dirige le saloon. Ce saloon fréquenté par les hommes de Colorado Springs est aussi une maison close. Hank, engageant des prostituées et vendant de l'alcool, a donc mauvaise réputation. Il a probablement des relations avec ses prostituées. C'est un être toujours présent lorsque la ville rencontre un évènement particulier : en vrai badaud, il donne toujours son opinion d'homme insouciant. Il rechigne à laisser sa liberté à Myra, l'une de ses prostituées, qui veut épouser Horace Bing.
Hank a un fils naturel, Zack, quasi-muet et possiblement autiste, qu'il a eu avec une de ses prostituées, et qu'il a abandonné, estimant que le saloon n'était pas un lieu pour élever un enfant. Il a été recueilli par une famille, mais ça a toujours été un secret et une honte. Lorsque Zach se retrouve seul, le secret de sa naissance est découvert. Brian constate que Zach est doué pour le dessin, alors Hank l'envoie étudier dans une école d'art.
Hank a fait la cour à la sœur de Michaela, Marjorie Quinn.

### Horace Bing
Interprété par Frank Collison.

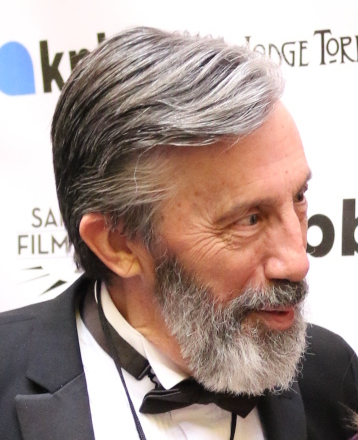
Frank Collison interprète Horace Bing

Horace Bing est le télégraphiste de Colorado Springs et s'occupe de la poste. C'est lui qui est chargé d'envoyer les colis et les lettres qu'on vient lui déposer dans sa boutique. Il reçoit aussi le courrier destiné aux habitants qui viennent le chercher eux-mêmes.
Horace tombe amoureux de Myra, une prostituée du saloon de Hank Lawson, qui rechigne à la laisser partir. Horace et Myra finissent par se marier, et ont une petite fille, Samantha. Malheureusement pour lui, son mariage va se solder par un échec.
Horace est comique. Il a le visage assez drôle. Il est très courageux mais son courage lui vaut toujours une séance de ridicule (quand il attaque Hank pour se battre avec lui et ainsi défendre Myra, il se retrouve au sol avec un œil au beurre noir mais continue à insulter celui qui le terrasse en quelques secondes).

### Myra Bing
Interprétée par Helene Udy.
Myra Bing est une prostituée au saloon. Elle tombe amoureuse du télégraphiste Horace Bing. Mais son patron Hank Lawson rechigne à lui rendre sa liberté.
Elle réussit à se libérer du contrat qui la liait à Hank grâce à Horace. Horace et Myra se marient dans l'église de Colorado Springs, et ont ensuite une petite fille, Samantha.
Elle forme avec Horace un couple improbable, qui sera malheureusement détruit par l'esprit trop fermé d'Horace, qui empêche Myra de travailler alors qu'elle le désirait, ce qui pousse la jeune femme à divorcer.
Myra est une femme très tendre avec ses amies Michaela et Grace qui s'occupe bien de sa fille.

### Preston Lodge
Interprété par Jason Leland Adams.
Preston A. Lodge III est originaire de Boston, tout comme Michaela. C'est le banquier de la ville. Il aime les affaires, le commerce, et arnaquer les habitants de la ville. Il ouvre aussi le Château des sources. Il connaît son métier et profite de toute occasion pour faire de la publicité pour sa ville, et donc pour sa banque (l'arrivée du chemin de fer, l'interview de Dorothy Jennings pour son roman, etc.).

### Révérend Timothy Johnson
Interprété par Geoffrey Lower.
Timothy Johnson est le révérend de la ville. Il fait la messe le dimanche et célèbre les mariages (ceux de Robert E. et Grace, de Horace et Myra, de Sully et Michaela). Il est souvent la voix que les habitants de la ville écoutent, notamment lorsqu'ils attendent une réponse à leurs doutes (lorsqu'on annonce que la fin du monde arrive, lorsque Michaela aborde la théorie de Darwin sur l'homme et le singe, etc.). Le révérend est le maître de l'école de Colorado Springs : il enseigne aux enfants. 
Il a fait la cour à Michaela sans grand succès. 
Il devient aveugle et doit apprendre à vivre avec son handicap.

### Grace
Interprétée par Jonelle Allen.

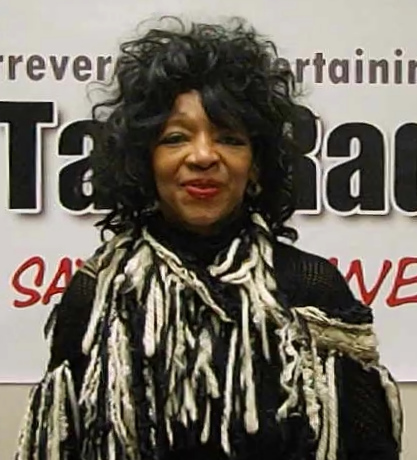
Jonelle Allen interprète Grace

Grace est née à La Nouvelle-Orléans. Elle travaille pour Olive Davis, la sœur de Loren Bray, dans son ranch. Elle réussit, après la mort d'Olive, à faire de sa passion son métier, puisqu'elle ouvre son propre restaurant, Chez Grace.
Grace tombe amoureuse du forgeron Robert E., et l'épouse. Malheureusement stérile, elle ne peut pas avoir d'enfant. Elle se sent anormale et en souffre énormément. Enchaînant les déceptions (la séparation avec un bébé indien abandonné qu'elle a recueilli, la mort d'Anthony, son fils adoptif), elle faillit perdre l'espoir d'avoir un jour un enfant. Heureusement, à la fin de la série, Grace annonce à Robert E. qu'elle est enceinte.
Grace est une femme qui participe à la vie de Colorado Springs, assistant dans son restaurant à toutes les discussions des habitants. 
Grace et Robert E. sont particulièrement proches de Michaela et de Sully (Sully leur sauve notamment la vie le jour où des membres du Ku Klux Klan les attaquent et cherchent à les pendre). Grace et son époux deviennent par la suite les parrain et marraine de Katie, la fille de Michaela et Sully.
Son couple est solide et Robert E. sait toujours lui apporter du réconfort, même dans les moments les plus durs.

### Robert E.

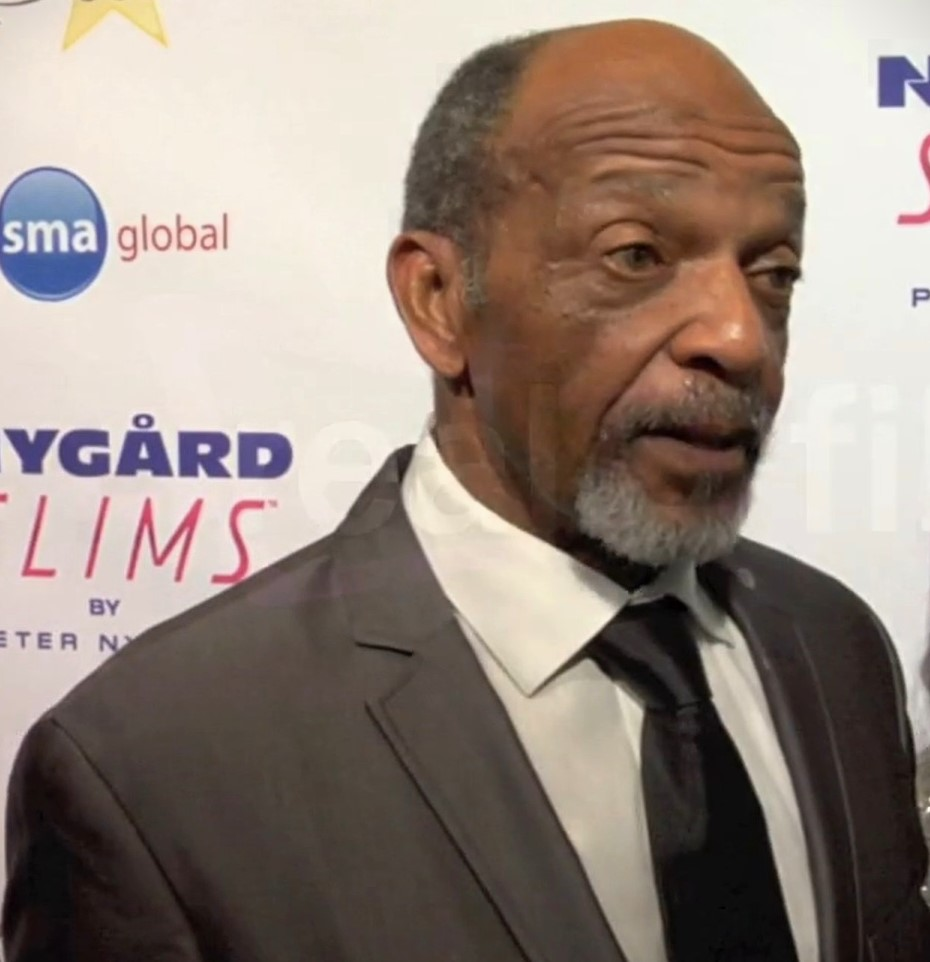
Henry G. Sanders interprète Robert E.

Interprété par Ivory Ocean (épisode 1) puis par Henry G. Sanders.
Robert E. a derrière lui un passé douloureux : né esclave, il voit ses enfants être vendus par son maître qu'il tue. Il s'enfuit et arrive à Colorado Springs, où il redémarre une nouvelle vie en tant que forgeron et menuisier.
Il sait se faire intégrer et sait répondre aux moqueries racistes dont il est parfois la victime. Il épouse Grace qu'il aime de tout son cœur et sait que c'est grâce à elle qu'il peut réussir son nouveau départ dans la vie.
Pour Robert E., la stérilité de Grace n'est pas un obstacle à leur bonheur. Ils adoptent un garçon, Anthony.

### Daniel Simon
Interprété par John Schneider.

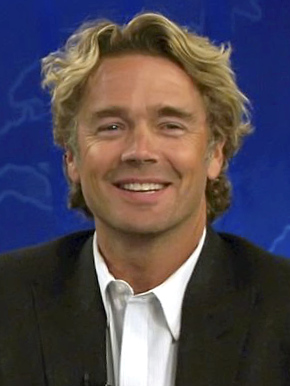
John Schneider interprète Daniel Simon

Daniel Simon est le meilleur ami de Sully. Ils se connaissent depuis tout petit, depuis que Sully s'est enfui de l'asile. Ils se sont rencontrés au cours d'une bagarre de rue. Ils ont travaillé ensemble dans une mine. Daniel a d'ailleurs sauvé la vie de Sully après un éboulement.
Daniel envoie une lettre à Sully parce qu'il a besoin de lui. Sully part l'aider en souvenir de leur amitié. Peu de temps après, Daniel vient à Colorado Springs pour faire la connaissance de la famille de Sully. Il tombe amoureux de Michaela, ce qui met en colère Sully, et ils restent un temps fâchés. 
Daniel donne de l'argent à Michaela pour rembourser le prêt concédé par Preston Lodge. Ce que Sully désapprouve. 
Il part de Colorado Springs. Lorsqu'il revient quelques mois plus tard, c'est pour aider Michaela à retrouver Sully qui a disparu. Daniel reste à Colorado Springs, il reprend le poste de shérif laissé par Matthew Cooper.

### Ingrid
Interprétée par Jennifer Youngs.
Ingrid est une immigrée qui vient de Suède et vit à Colorado Springs dans un camp de réfugiés avec toute sa famille (ses petites sœurs et son grand frère Jon). La ville n'a jamais été accueillante avec elle et les siens, mais Michaela et Sully ont toujours aidé les réfugiés. Ingrid devient ainsi l'amie de Michaela, de Brian, de Colleen et surtout de Matthew dont elle tombe amoureuse.
Matthew et Ingrid prévoient de se marier et de fonder une famille dans l'ancienne maison de Michaela, mais Ingrid se fait mordre par le chien malade de Brian, Bébé-Loup, et attrape la rage. Elle sombre dans la folie durant les jours qui suivent sa blessure. Elle retrouve la raison quelques minutes seulement avant de décéder et accepte d'épouser Matthew dans la petite chambre de malade de la clinique. Sa mort tragique bouleverse toute la famille.

### Teresa Morales
Interprétée par Michelle Bonilla puis par Alex Meneses.
Teresa Morales est d'origine mexicaine. À la mort de son époux, elle devient institutrice pour l'école du village, afin de pouvoir garder sa ferme. 
Jake Slicker tombe très vite amoureux de la jeune femme. Après quelques mois d'attente, il la demande en mariage. Elle accepte et leur union est consacrée par son cousin prêtre et par le révérend Timothy Johnson.

### Emma
Interprétée par Charlotte Chatton.
Emma travaille au saloon pour Hank Lawson. Elle fait la connaissance de Matthew Cooper qui tombe amoureux d'elle. Il veut l'aider à sortir des mains d'Hank. Aidée également par Loren Bray, elle devient couturière au magasin. Mais les clientes la boudent.
Lorsque Gilda St Clair arrive en ville pour y donner un concert, elle demande à Emma de lui confectionner une robe. Ravie du résultat, Gilda St Clair lui propose de devenir sa dame de compagnie et sa couturière attitrée. 
Elle part avec Gilda St Clair, ce qui déçoit Matthew. Mais comme Emma ne peut avoir d'enfant, elle pense qu'elle ne peut pas lui infliger le fait de ne pas avoir d'enfant.

## Généalogie générale des personnages
|              |              |              |              |              |              |  |  |                  |                  |                  |                  |                  |                  |                |                |                |                |                |                |                |                |        |        |               |               |               |               |               |               |             |             |               |               |               |               |                 |                 |                 |                 |                 |                 |                 |                 |                 |                 |              |              |                |                |                |                |                |                |             |             |             |             |             |             |             |             |             |             |              |              |              |              |              |              |            |            |              |              |              |              |                 |                 |                 |                 |                 |                 |                |                |                  |                  |                  |                  |                  |                  |                |                |                |                |               |               |               |               |           |           |           |           |         |         |         |         |       |       |       |       |  |  |             |             |             |             |               |               |               |               |               |               |           |           |           |           |  |  |  |  |  |  |  |  |  |  |  |  |  |  |  |  |  |  |
|              |              |              |              |              |              |  |  |                  |                  |                  |                  |                  |                  |                |                |                |                |                |                |                |                |        |        |               |               |               |               |               |               |             |             |               |               |               |               |                 |                 |                 |                 |                 |                 |                 |                 |                 |                 |              |              |                |                |                |                |                |                |             |             |             |             |             |             |             |             |             |             |              |              |              |              |              |              |            |            |              |              |              |              |                 |                 |                 |                 |                 |                 |                |                |                  |                  |                  |                  |                  |                  |                |                |                |                |               |               |               |               |           |           |           |           |         |         |         |         |       |       |       |       |  |  |             |             |             |             |               |               |               |               |               |               |           |           |           |           |  |  |  |  |  |  |  |  |  |  |  |  |  |  |  |  |  |  |
|              |              |              |              |              |              |  |  |                  |                  |                  |                  |                  |                  |                |                |                |                |                |                |                |                |        |        |               |               |               |               |               |               |             |             |               |               |               |               |                 |                 |                 |                 |                 |                 |                 |                 |                 |                 |              |              |                |                |                |                |                |                |             |             |             |             |             |             |             |             |             |             |              |              |              |              |              |              |            |            |              |              |              |              |                 |                 |                 |                 |                 |                 |                |                |                  |                  |                  |                  |                  |                  |                |                |                |                |               |               |               |               |           |           |           |           |         |         |         |         |       |       |       |       |  |  |             |             |             |             |               |               |               |               |               |               |           |           |           |           |  |  |  |  |  |  |  |  |  |  |  |  |  |  |  |  |  |  |
|              |              |              |              |              |              |  |  |                  |                  |                  |                  |                  |                  |                |                |                |                |                |                |                |                |        |        |               |               |               |               | Josef Quinn   | Josef Quinn   | Josef Quinn | Josef Quinn | Josef Quinn   | Josef Quinn   |               |               | Elizabeth Quinn | Elizabeth Quinn | Elizabeth Quinn | Elizabeth Quinn | Elizabeth Quinn | Elizabeth Quinn |                 |                 |                 |                 |              |              |                |                |                |                | Olive Davis    | Olive Davis    | Olive Davis | Olive Davis | Olive Davis | Olive Davis |             |             | Loren Bray  | Loren Bray  | Loren Bray  | Loren Bray  | Loren Bray   | Loren Bray   |              |              | Maude Bray   | Maude Bray   | Maude Bray | Maude Bray | Maude Bray   | Maude Bray   |              |              | Marcus Jennings | Marcus Jennings | Marcus Jennings | Marcus Jennings | Marcus Jennings | Marcus Jennings |                |                | Dorothy Jennings | Dorothy Jennings | Dorothy Jennings | Dorothy Jennings | Dorothy Jennings | Dorothy Jennings |                |                | Nuage Dansant  | Nuage Dansant  | Nuage Dansant | Nuage Dansant | Nuage Dansant | Nuage Dansant |           |           |           |           |         |         |         |         |       |       |       |       |  |  |             |             |             |             |               |               |               |               |               |               |           |           |           |           |  |  |  |  |  |  |  |  |  |  |  |  |  |  |  |  |  |  |
|              |              |              |              |              |              |  |  |                  |                  |                  |                  |                  |                  |                |                |                |                |                |                |                |                |        |        |               |               |               |               | Josef Quinn   | Josef Quinn   | Josef Quinn | Josef Quinn | Josef Quinn   | Josef Quinn   |               |               | Elizabeth Quinn | Elizabeth Quinn | Elizabeth Quinn | Elizabeth Quinn | Elizabeth Quinn | Elizabeth Quinn |                 |                 |                 |                 |              |              |                |                |                |                | Olive Davis    | Olive Davis    | Olive Davis | Olive Davis | Olive Davis | Olive Davis |             |             | Loren Bray  | Loren Bray  | Loren Bray  | Loren Bray  | Loren Bray   | Loren Bray   |              |              | Maude Bray   | Maude Bray   | Maude Bray | Maude Bray | Maude Bray   | Maude Bray   |              |              | Marcus Jennings | Marcus Jennings | Marcus Jennings | Marcus Jennings | Marcus Jennings | Marcus Jennings |                |                | Dorothy Jennings | Dorothy Jennings | Dorothy Jennings | Dorothy Jennings | Dorothy Jennings | Dorothy Jennings |                |                | Nuage Dansant  | Nuage Dansant  | Nuage Dansant | Nuage Dansant | Nuage Dansant | Nuage Dansant |           |           |           |           |         |         |         |         |       |       |       |       |  |  |             |             |             |             |               |               |               |               |               |               |           |           |           |           |  |  |  |  |  |  |  |  |  |  |  |  |  |  |  |  |  |  |
|              |              |              |              |              |              |  |  |                  |                  |                  |                  |                  |                  |                |                |                |                |                |                |                |                |        |        |               |               |               |               |               |               |             |             |               |               |               |               |                 |                 |                 |                 |                 |                 |                 |                 |                 |                 |              |              |                |                |                |                |                |                |             |             |             |             |             |             |             |             |             |             |              |              |              |              |              |              |            |            |              |              |              |              |                 |                 |                 |                 |                 |                 |                |                |                  |                  |                  |                  |                  |                  |                |                |                |                |               |               |               |               |           |           |           |           |         |         |         |         |       |       |       |       |  |  |             |             |             |             |               |               |               |               |               |               |           |           |           |           |  |  |  |  |  |  |  |  |  |  |  |  |  |  |  |  |  |  |
|              |              |              |              |              |              |  |  |                  |                  |                  |                  |                  |                  |                |                |                |                |                |                |                |                |        |        |               |               |               |               |               |               |             |             |               |               |               |               |                 |                 |                 |                 |                 |                 |                 |                 |                 |                 |              |              |                |                |                |                |                |                |             |             |             |             |             |             |             |             |             |             |              |              |              |              |              |              |            |            |              |              |              |              |                 |                 |                 |                 |                 |                 |                |                |                  |                  |                  |                  |                  |                  |                |                |                |                |               |               |               |               |           |           |           |           |         |         |         |         |       |       |       |       |  |  |             |             |             |             |               |               |               |               |               |               |           |           |           |           |  |  |  |  |  |  |  |  |  |  |  |  |  |  |  |  |  |  |
| Ethan Cooper | Ethan Cooper | Ethan Cooper | Ethan Cooper | Ethan Cooper | Ethan Cooper |  |  | Charlotte Cooper | Charlotte Cooper | Charlotte Cooper | Charlotte Cooper | Charlotte Cooper | Charlotte Cooper |                |                | Marjorie Quinn | Marjorie Quinn | Marjorie Quinn | Marjorie Quinn | Marjorie Quinn | Marjorie Quinn |        |        | Rebecca Quinn | Rebecca Quinn | Rebecca Quinn | Rebecca Quinn | Rebecca Quinn | Rebecca Quinn |             |             | Maureen Quinn | Maureen Quinn | Maureen Quinn | Maureen Quinn | Maureen Quinn   | Maureen Quinn   |                 |                 | Claudette Quinn | Claudette Quinn | Claudette Quinn | Claudette Quinn | Claudette Quinn | Claudette Quinn |              |              | Michaela Quinn | Michaela Quinn | Michaela Quinn | Michaela Quinn | Michaela Quinn | Michaela Quinn |             |             | Byron Sully | Byron Sully | Byron Sully | Byron Sully | Byron Sully | Byron Sully |             |             | Abigail Bray | Abigail Bray | Abigail Bray | Abigail Bray | Abigail Bray | Abigail Bray |            |            | Tom Jennings | Tom Jennings | Tom Jennings | Tom Jennings | Tom Jennings    | Tom Jennings    |                 |                 | fille Jennings  | fille Jennings  | fille Jennings | fille Jennings | fille Jennings   | fille Jennings   |                  |                  | fille Jennings   | fille Jennings   | fille Jennings | fille Jennings | fille Jennings | fille Jennings |               |               | Robert. E     | Robert. E     | Robert. E | Robert. E | Robert. E | Robert. E |         |         | Grace   | Grace   | Grace | Grace | Grace | Grace |  |  | Horace Bing | Horace Bing | Horace Bing | Horace Bing | Horace Bing   | Horace Bing   |               |               | Myra Bing     | Myra Bing     | Myra Bing | Myra Bing | Myra Bing | Myra Bing |  |  |  |  |  |  |  |  |  |  |  |  |  |  |  |  |  |  |
| Ethan Cooper | Ethan Cooper | Ethan Cooper | Ethan Cooper | Ethan Cooper | Ethan Cooper |  |  | Charlotte Cooper | Charlotte Cooper | Charlotte Cooper | Charlotte Cooper | Charlotte Cooper | Charlotte Cooper |                |                | Marjorie Quinn | Marjorie Quinn | Marjorie Quinn | Marjorie Quinn | Marjorie Quinn | Marjorie Quinn |        |        | Rebecca Quinn | Rebecca Quinn | Rebecca Quinn | Rebecca Quinn | Rebecca Quinn | Rebecca Quinn |             |             | Maureen Quinn | Maureen Quinn | Maureen Quinn | Maureen Quinn | Maureen Quinn   | Maureen Quinn   |                 |                 | Claudette Quinn | Claudette Quinn | Claudette Quinn | Claudette Quinn | Claudette Quinn | Claudette Quinn |              |              | Michaela Quinn | Michaela Quinn | Michaela Quinn | Michaela Quinn | Michaela Quinn | Michaela Quinn |             |             | Byron Sully | Byron Sully | Byron Sully | Byron Sully | Byron Sully | Byron Sully |             |             | Abigail Bray | Abigail Bray | Abigail Bray | Abigail Bray | Abigail Bray | Abigail Bray |            |            | Tom Jennings | Tom Jennings | Tom Jennings | Tom Jennings | Tom Jennings    | Tom Jennings    |                 |                 | fille Jennings  | fille Jennings  | fille Jennings | fille Jennings | fille Jennings   | fille Jennings   |                  |                  | fille Jennings   | fille Jennings   | fille Jennings | fille Jennings | fille Jennings | fille Jennings |               |               | Robert. E     | Robert. E     | Robert. E | Robert. E | Robert. E | Robert. E |         |         | Grace   | Grace   | Grace | Grace | Grace | Grace |  |  | Horace Bing | Horace Bing | Horace Bing | Horace Bing | Horace Bing   | Horace Bing   |               |               | Myra Bing     | Myra Bing     | Myra Bing | Myra Bing | Myra Bing | Myra Bing |  |  |  |  |  |  |  |  |  |  |  |  |  |  |  |  |  |  |
|              |              |              |              |              |              |  |  |                  |                  |                  |                  |                  |                  |                |                |                |                |                |                |                |                |        |        |               |               |               |               |               |               |             |             |               |               |               |               |                 |                 |                 |                 |                 |                 |                 |                 |                 |                 |              |              |                |                |                |                |                |                |             |             |             |             |             |             |             |             |             |             |              |              |              |              |              |              |            |            |              |              |              |              |                 |                 |                 |                 |                 |                 |                |                |                  |                  |                  |                  |                  |                  |                |                |                |                |               |               |               |               |           |           |           |           |         |         |         |         |       |       |       |       |  |  |             |             |             |             |               |               |               |               |               |               |           |           |           |           |  |  |  |  |  |  |  |  |  |  |  |  |  |  |  |  |  |  |
|              |              |              |              |              |              |  |  |                  |                  |                  |                  |                  |                  |                |                |                |                |                |                |                |                |        |        |               |               |               |               |               |               |             |             |               |               |               |               |                 |                 |                 |                 |                 |                 |                 |                 |                 |                 |              |              |                |                |                |                |                |                |             |             |             |             |             |             |             |             |             |             |              |              |              |              |              |              |            |            |              |              |              |              |                 |                 |                 |                 |                 |                 |                |                |                  |                  |                  |                  |                  |                  |                |                |                |                |               |               |               |               |           |           |           |           |         |         |         |         |       |       |       |       |  |  |             |             |             |             |               |               |               |               |               |               |           |           |           |           |  |  |  |  |  |  |  |  |  |  |  |  |  |  |  |  |  |  |
|              |              |              |              |              |              |  |  |                  |                  |                  |                  |                  |                  |                |                |                |                |                |                |                |                |        |        |               |               |               |               |               |               |             |             |               |               |               |               |                 |                 |                 |                 |                 |                 |                 |                 |                 |                 |              |              |                |                |                |                |                |                |             |             |             |             |             |             |             |             |             |             |              |              |              |              |              |              |            |            |              |              |              |              |                 |                 |                 |                 |                 |                 |                |                |                  |                  |                  |                  |                  |                  |                |                |                |                |               |               |               |               |           |           |           |           |         |         |         |         |       |       |       |       |  |  |             |             |             |             |               |               |               |               |               |               |           |           |           |           |  |  |  |  |  |  |  |  |  |  |  |  |  |  |  |  |  |  |
|              |              |              |              |              |              |  |  |                  |                  |                  |                  |                  |                  |                |                |                |                |                |                |                |                |        |        |               |               |               |               |               |               |             |             |               |               |               |               |                 |                 |                 |                 |                 |                 |                 |                 |                 |                 |              |              |                |                |                |                |                |                |             |             |             |             |             |             |             |             |             |             |              |              |              |              |              |              |            |            |              |              |              |              |                 |                 |                 |                 |                 |                 |                |                |                  |                  |                  |                  |                  |                  |                |                |                |                |               |               |               |               |           |           |           |           |         |         |         |         |       |       |       |       |  |  |             |             |             |             |               |               |               |               |               |               |           |           |           |           |  |  |  |  |  |  |  |  |  |  |  |  |  |  |  |  |  |  |
|              |              |              |              |              |              |  |  |                  |                  |                  |                  | Matthew Cooper   | Matthew Cooper   | Matthew Cooper | Matthew Cooper | Matthew Cooper | Matthew Cooper |                |                | Ingrid         | Ingrid         | Ingrid | Ingrid | Ingrid        | Ingrid        |               |               | Andrew Cook   | Andrew Cook   | Andrew Cook | Andrew Cook | Andrew Cook   | Andrew Cook   |               |               | Colleen Cooper  | Colleen Cooper  | Colleen Cooper  | Colleen Cooper  | Colleen Cooper  | Colleen Cooper  |                 |                 | Bryan Cooper    | Bryan Cooper    | Bryan Cooper | Bryan Cooper | Bryan Cooper   | Bryan Cooper   |                |                | Katie Sully    | Katie Sully    | Katie Sully | Katie Sully | Katie Sully | Katie Sully |             |             | Hanna Sully | Hanna Sully | Hanna Sully | Hanna Sully | Hanna Sully  | Hanna Sully  |              |              |              |              |            |            |              |              |              |              |                 |                 |                 |                 |                 |                 |                |                |                  |                  |                  |                  |                  |                  |                |                |                |                |               |               |               |               |           |           | Anthony   | Anthony   | Anthony | Anthony | Anthony | Anthony |       |       |       |       |  |  |             |             |             |             | Samantha Bing | Samantha Bing | Samantha Bing | Samantha Bing | Samantha Bing | Samantha Bing |           |           |           |           |  |  |  |  |  |  |  |  |  |  |  |  |  |  |  |  |  |  |
|              |              |              |              |              |              |  |  |                  |                  |                  |                  | Matthew Cooper   | Matthew Cooper   | Matthew Cooper | Matthew Cooper | Matthew Cooper | Matthew Cooper |                |                | Ingrid         | Ingrid         | Ingrid | Ingrid | Ingrid        | Ingrid        |               |               | Andrew Cook   | Andrew Cook   | Andrew Cook | Andrew Cook | Andrew Cook   | Andrew Cook   |               |               | Colleen Cooper  | Colleen Cooper  | Colleen Cooper  | Colleen Cooper  | Colleen Cooper  | Colleen Cooper  |                 |                 | Bryan Cooper    | Bryan Cooper    | Bryan Cooper | Bryan Cooper | Bryan Cooper   | Bryan Cooper   |                |                | Katie Sully    | Katie Sully    | Katie Sully | Katie Sully | Katie Sully | Katie Sully |             |             | Hanna Sully | Hanna Sully | Hanna Sully | Hanna Sully | Hanna Sully  | Hanna Sully  |              |              |              |              |            |            |              |              |              |              |                 |                 |                 |                 |                 |                 |                |                |                  |                  |                  |                  |                  |                  |                |                |                |                |               |               |               |               |           |           | Anthony   | Anthony   | Anthony | Anthony | Anthony | Anthony |       |       |       |       |  |  |             |             |             |             | Samantha Bing | Samantha Bing | Samantha Bing | Samantha Bing | Samantha Bing | Samantha Bing |           |           |           |           |  |  |  |  |  |  |  |  |  |  |  |  |  |  |  |  |  |  |